# Малашихина, Татьяна Фёдоровна
Татьяна Фёдоровна Малашихина (род. 1932) — передовик советского сельского хозяйства, доярка колхоза «Пролетарская воля» Предгорного района Ставропольского края. Герой Социалистического Труда (06.09.1973).

## Биография
Родилась в 1932 году на территории Армянской ССР, ныне – Республики Армения. Русская.
В годы Великой Отечественной войны оказалась на территории Ставрополья и после его освобождения от немецко-фашистской оккупации в январе 1943 года помогала восстанавливать разрушенное хозяйство. Позже трудилась дояркой на ферме села Юца Предгорного района.
Татьяна Фёдоровна во всём следовала и брала пример с лучшей колхозной доярки М. И. Ульяник, со временем она вышла в число передовых доярок колхоза «Пролетарская воля» и Предгорного района.
Отличилась в работе в 8-й пятилетке (1966–1970) и была награждена орденом Октябрьской Революции.
Особенно высоких результатов достигла в 1972-1973 годах.
Указом Президиума Верховного Совета СССР от 6 сентября 1973 года за большие успехи, достигнутые во Всесоюзном социалистическом соревновании, и проявленную трудовую доблесть в выполнении принятых обязательств по увеличению производства и заготовок продуктов животноводства в зимний период 1972–1973 годов, Малашихиной Татьяне Фёдоровне присвоено звание Героя Социалистического Труда с вручением ордена Ленина и золотой медали «Серп и Молот».
В 1971 году её избиралали депутатом Верховного Совета РСФСР 8-го созыва (1971–1975). Неоднократно избиралась депутатом Ставропольского краевого и Предгорного районного Советов депутатов трудящихся.
Участница Выставки достижений народного хозяйства в 1965 и 1966 годах, награждена Золотой и Серебряной медалями ВДНХ.
Проживала в селе Юца Предгорного района.

## Награды
- Медаль «Серп и Молот» (06.09.1973);
- Орден Ленина (06.09.1973).
- Орден Октябрьской Революции (08.04.1971)
- Медаль «За трудовую доблесть»
- Медаль «В ознаменование 100-летия со дня рождения Владимира Ильича Ленина» (6 апреля 1970)
- Медаль «Ветеран труда»
- медали ВДНХ СССР
- и другими
- Отмечена грамотами и дипломами.